# New Shepard

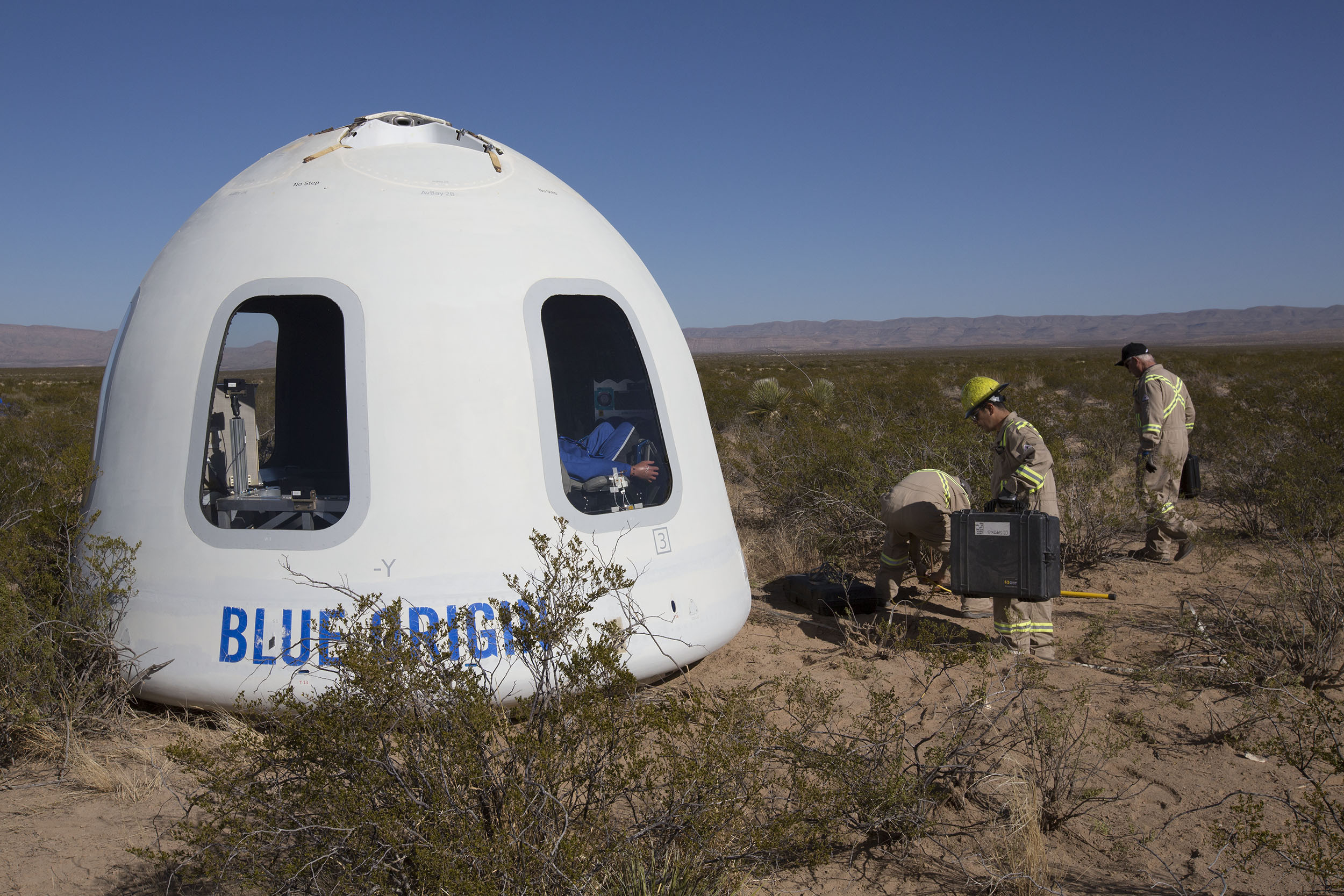
Cápsula de Tripulação sendo recuperada após voltar do espaço

A New Shepard é um sistema de lançamento reutilizável suborbital tripulado com decolagem vertical que está sendo desenvolvido pela Blue Origin, uma empresa detida pela Amazon.com que tem como fundador o empresário Jeff Bezos, como um sistema comercial de voo suborbital para turismo espacial. A New Shepard faz referência ao primeiro astronauta estadunidense no espaço, Alan Shepard. Em 23 de novembro de 2015, após atingir 100,5 quilômetros de altitude no seu segundo voo de teste, o veículo realizou com sucesso uma aterrissagem vertical suave.

## História
Desde 2006 o veículo de lançamento começou a ser montado na unidade da Blue Origin perto de Seattle, Washington. Também em 2006, a Blue Origin iniciou o processo para construir um centro de testes e operações aeroespacial em uma parte da base aeroespacial Corn Ranch, com 668 km2 parcela de terra comprado por Bezos há 40 km ao norte de Van Horn, Texas. A Blue Origin Project Manager Rob Meyerson disse ter selecionado o Texas como o local de lançamento particularmente por causa de conexões históricas do estado para a indústria aeroespacial, apesar de que a indústria não está localizado perto do local de lançamento planejado, e que o veículo não será fabricado no Texas.
Um veículo de demonstração em pequena escala fez seu primeiro voo em 13 de novembro de 2006.

## Projeto
A nave New Shepard está planejada para decolar e pousar na vertical. A New Shepard será inteiramente controlado por computadores de bordo, sem controle de solo.